# Colima multimaculata
Genre
Espèce
Colima multimaculata, unique représentant du genre Colima, est une espèce d'opilions laniatores de la famille des Cosmetidae.

## Distribution
Cette espèce est endémique du Mexique. Elle se rencontre au Colima et au Michoacán.

## Description
Le mâle holotype mesure 5,4 mm et la femelle paratype 5,5 mm.

## Publication originale
- Goodnight & Goodnight, 1945 : « Additional Phalangida from Mexico. » American Museum Novitates, no 1281, p. 1–17 (texte intégral).